# Bradysia medialis
Bradysia medialis är en tvåvingeart som först beskrevs av Franz Lengersdorf 1930.  Bradysia medialis ingår i släktet Bradysia och familjen sorgmyggor. Inga underarter finns listade i Catalogue of Life.